# Camp de treball
Un camp de treball és una instal·lació de detenció simplificada on els interns són obligats a treballar en treballs forçats. Els camps de treball tenen molts aspectes en comú amb l'esclavatge i les presons. Les condicions als camps de treball difereixen àmpliament depenent dels operadors.

## Camps de treball en diversos països

### Alemanya
Durant la Segona Guerra Mundial, els nazis operaren diverses categories de Arbeitslager per diferents classes d'interns. El nombre major d'intens eren civils jueus, detinguts als països ocupats per treballar a la indústria de guerra alemanya, reparar el traçat ferroviari i els ponts bombardejats o per treballar a les granges. El 1944, el 19,9% dels treballadors a Alemanya eren estrangers, tant civils deportats com presoners de guerra.
A més, els nazis usaren molta mà d'obra esclava. També operaren els camps de concentració, alguns dels quals tenien camps de treball forçat, mentre que d'altres només operaven per l'extermini dels seus interns. Un exemple notable és el camp de treball forçat de Mittelbau-Dora, que serví per a la producció del coet balístic V-2. Per un altre costat, els camps nazis jugaren un paper clau en l'extermini de sis milions de jueus europeus.

### Aliats de la II Guerra Mundial
Els Països Aliats de la Segona Guerra Mundial operaren diversos camps de treballs forçats després de la guerra. A la Conferència de Ialta acordaren que s'emprarien els treballs forçats dels alemanys com a reparacions de guerra. La major part d'aquests camps estaven als Unió Soviètica, però més d'un milió d'alemanys van ser forçats a treballar a les mines de carbó franceses i al camp britànic, a més de 500.000 més a la mateixa Alemanya, dirigits pels Estats Units.

### Corea del Nord
El 2009 se sospita que Corea del Nord tenia uns 154.000 civils, principalment dissidents, als gulags.

### Cuba
Des de novembre de 1965, les persones qualificades com a «contra el govern» són enviades a camps de treball, anomenats Unitats Militars d'Ajut a la Producció (UMAP).

### Espanya
Els camps de treball van ser creats a l'Espanya del general insurrecte Franco per decret de 28 de maig de 1937. L'article primer establia hipòcritament que «se concede el derecho al trabajo a los prisoneros de guerra y presos por delitos comunes.»

### Iugoslàvia
La Iugoslàvia Socialista va tenir en funcionament el camp de la presó de Goli otok per a opositors polítics entre 1946 i 1956.

### Japó
A l'inici del segle xx, l'Imperi del Japó usà els treballs forçats de milions de civils dels països conquerits, així com presoners de guerra, especialment durant la Segona Guerra Sinojaponesa i la Guerra del Pacífic, en projectes com el Ferrocarril de la Mort. Centenars de milers de persones van morir a conseqüència directa de l'explotació laboral, malnutrició, malalties prevenibles i la violència, totes elles comuns en aquests projectes.

### Rússiai laUnió Soviètica
L'Imperi Rus operava un sistema de camps de treballs forçats a les remotes regions siberianes com a part del seu sistema judicial, anomenat katorga.
La Unió Soviètica agafà l'extens sistema dels katorga, fent-lo encara molt més extens, organitzant els gulag per dirigir els camps. Durant el període de l'estalinisme, els camps de treball forçat del Gulag a la Unió Soviètica eren anomenats oficialment Camps Correctius de Treball. El terme Colònia de Treball; més exactament, Colònia Correctiva de Treball (исправительно-трудовая колония, ИТК) va estar en funcionament, principalment pels convictes menors d'edat (16 anys o menors), així com pels besprizorniki detinguts (nens del carrer, literalment nens sense cura de família). Després de la reforma dels camps al Gulag, el terme colònia correctiva de treballs acompanyà els camps de treball forçat.
El 1954, després de la mort de Stalin, el nou govern de Nikita Khrusxov començà a alliberar presoners polítics i a tancar els camps. Al final dels anys 1950, virtualment tots els camps correctius de treball van ser reorganitzats, principalment en el sistema de colònies correctives de treballs. Oficialment, el Gulag va finalitzar-se per l'ordre 20 del MVD de 25 de gener de 1960.

### Txecoslovàquia
Després que els comunistes prenguessin el poder a Txecoslovàquia el 1948, es crearen diversos camps de treballs forçats. Entre els interns hi havia presoners polítics, clergat, kulaks, caps dels minyons escolta, i diversos grups més considerats enemics de l'estat. Molts d'ells van ser enviats a les mines d'urani. L'existència d'aquests camps s'estengué fins a mitjans de la dècada de 1950.

### Vietnam
Després de la caiguda de Saigon el 30 d'abril de 1975, el govern comunista vietnamita va començar a obrir centenars de «camps de reeducació» a tot el país. El govern considera aquests camps com llocs on s'ensenyava a les persones «les maneres del nou govern» a través de treball socialment constructiu. El 1975 es va estimar la població dels camps entre els 1 i els 2,5 milions de persones. Hi havia antics oficials, líders religiosos, intel·lectuals, comerciants, empleats de l'antic règim.

### Xina
El Partit Comunista Xinès ha operat mots camps de treballs forçats per a certs tipus de crims. Molts líders xinesos van ser enviats als camps de treball forçat després de les purgues, entre ells Deng Xiaobing i Liu Shaoqi. Actualment existeixen centenars (si no milers) de camps de treballs forçats i presons de treballs foçats (laogai), on estan confinats presoners polítics i dissidents, a més de criminals perillosos.